# Oxford (Carolina del Nord)
Oxford è una città degli Stati Uniti d'America situata nella Carolina del Nord, nella Contea di Granville, della quale è anche il capoluogo.